# Kattinge Værk
Kattinge Værk var et vandkraftdrevet fabriksanlæg, der blev anlagt i 1754 ved dæmningen mellem Store Kattinge Sø og Kattinge Vig i sydenden af Roskilde Fjord. Det ligger i Herslev Sogn ved grænsen mellem Lejre og Roskilde Kommune. I 1753 fik et selskab tilladelse til at hente sten fra ruinen af Nebbe Slot til opførelsen af Kattinge Værk, med en stampemølle med 18 stamper og 1 grynmølle. I 1884 blev værket, der på det tidspunkt kun er en grynmølle, overtaget af bladudgiver og papirfabrikant Jean Christian Ferslew, der omdannede det til cellulosefabrik. Cellulosefabrikken var i drift indtil 1910, da driften blev urentabel på grund af nye toldregler. Bygningerne blev anvendt af Sct. Hans Hospital frem til 1960’erne. 
I dag er Kattinge Værk navnet på en af Københavns Kommunes Natur- og aktivitetscenter Kattinge værk.  lige som Udflytterbørnehaven Kattingeværk .